# Álvaro Petracco da Cunha
Álvaro Petracco da Cunha (1923 - ...) foi um político brasileiro. Ele nasceu em 8 de abril de 1923.
Formado em Medicina, foi eleito, em 3 de outubro de 1963, deputado estadual, pelo PTB, para a 41ª Legislatura da Assembleia Legislativa do Rio Grande do Sul, tendo sido empossado em 1963. Em 8 de julho de 1966, teve seu mandato cassado, além de perder seus direitos políticos por dez anos em virtude do Ato Institucional Número Dois, do ano anterior. Em 1979, ele seria um dos signatários da Carta de Lisboa na tentativa de refundação do PTB.